# Edna Garrett
Edna Ann Garrett, meglio nota ai telespettatori come signora Garrett o signora G, è un personaggio delle sitcom Il mio amico Arnold e L'albero delle mele. È stata interpretata da Charlotte Rae dal 1978 al 1986 e nel 2001.

## Biografia
Edna è la figlia più giovane di una numerosa famiglia, nata e cresciuta in una fattoria nei pressi di Appleton, nello stato del Wisconsin. La sua età esatta non è mai stata rivelata in entrambe le serie ma si pensa si aggiri sulla cinquantina. 

### Il lavoro presso i Drummond
Nella serie Il mio amico Arnold, Edna era la governante della famiglia Drummond a New York, assunta per aiutare il signor Drummond a prendersi cura dei suoi due figli adottivi, Arnold e Willis, e di sua figlia Kimberly, dopo la morte della madre dei due bambini, Lucy, precedente governante. Ingaggiata esattamente il giorno prima dell'arrivo dei due bambini a Manhattan, inizialmente non era molto contenta di dover badare anche ad altre persone ma, commossa dalla storia dei due fratelli e pentitasi di essersi quasi licenziata, la signora Garrett dedicherà tutta sé stessa ai Drummond, tanto che Philip, Arnold, Willis e Kimberly la riterranno spesso una mamma, oltre che una componente molto importante della loro famiglia. Il legame con i Drummond si rafforzerà ulteriormente dopo un breve periodo di crisi e smarrimento. Aiutando la scuola di Kimberly, l'Eastland School, a cucire i costumi per una recita, a Edna viene offerto il posto di istitutrice. Inizialmente lei rifiuta ma poi cambierà idea. Nel 1979, Edna lascerà dunque la famiglia Drummond e verrà sostituita prima da Adelaide Brubaker e poi da Pearl Gallagher. Tornerà all'attico nel 1984 per prendere parte al matrimonio tra il suo ex datore di lavoro e Maggie McKinney. Questa è stata l'unica occasione in cui la signora Garrett viene rivista nella serie dopo essere andata via da casa Drummond.

### Gli anni a Eastland
Nel 1979, Edna comincia a lavorare come istitutrice all'Eastland School di Peekskill, New York e diventa la protagonista dello spin-off L'albero delle mele. Durante il suo primo anno al collegio, la signora Garrett aiuta le sette studentesse assegnatele e diventa presto la loro confidente preferita. Il suo ex marito, Robert Garrett, ritornerà in città per corteggiarla e tentare di riconciliarsi ma i suoi piani andranno a rotoli. Edna scoprirà infatti che il coniuge ha insegnato alle sue ragazze a giocare a poker e si renderà conto che la sua dipendenza dal gioco d'azzardo sarà sempre un difficile ostacolo da superare. Altri problemi arrivano quando Nancy e Sue Ann sono decise a lasciare la scuola a causa dei risultati negativi di un test, quando il padre di Tootie pensa che lei sia un cattivo esempio per sua figlia e quando Molly è decisa a non parlare con suo padre dopo il divorzio dei suoi genitori. Le sue mansioni a Eastland presto cambieranno visto che nel 1980 diventerà la dietologa della scuola e prenderà in gestione la mensa. Essendo state punite per aver distrutto il furgone della scuola e aver utilizzato dei documenti falsi per accedere a un locale per maggiorenni, la signora Garrett dovrà occuparsi di quattro ragazze che dovranno aiutarla nelle faccende di cucina: Blair, Tootie, Natalie e Jo. La punizione verrà prorogata dopo che le quattro sporcheranno la loro stanza di vernice. Nonostante non rientri più nei suoi compiti occuparsi dell'educazione delle ragazze, Edna continuerà sempre a rappresentare un punto di riferimento per le quattro e spesso le verrà chiesto di dare consigli. Un giorno va a trovarla Alex, suo figlio, il quale le nasconde di essere un carpentiere e le racconta di conoscere diversi personaggi del mondo della musica. La signora Garrett scoprirà tutto e, anche se delusa dal comportamento del figlio, lo incoraggerà ad andare avanti e sperare perché i sogni diventano realtà. Successivamente Edna partirà per Parigi con le ragazze per frequentare un corso di cucina tenuto da uno chef molto severo, il quale, una volta ottenuto il diploma, le farà visita a Eastland. Alla fine dell'anno, Edna organizza la cerimonia di consegna dei diplomi e saluta Blair e Jo, ormai pronte per il college.

### Le Delizie di Edna
Inizia un nuovo anno scolastico e la signora Garrett è sempre più stanca del trattamento poco rispettoso che il signor Parker le riserva, tanto da lamentarsene con il figlio Raymond. Quest'ultimo le propone di lasciare il lavoro di dietologa della scuola, in modo da non sottostare allo sfruttamento del preside, e aprire un negozio di specialità gastronomiche. Edna è titubante, nonostante sia sempre stato il suo sogno gestire un negozio di alimentari di sua proprietà. Sarà un ulteriore sgarbo da parte del preside a farle finalmente cambiare idea. A quel punto, Edna accetta l'offerta proposta dal figlio, lascia il collegio, si trasferisce in un locale del centro cittadino e dà vita alla sua attività, Le Delizie di Edna. Le quattro ragazze con cui aveva precedentemente vissuto e lavorato a Eastland si trasferiscono nella casa comunicante con il negozio e continueranno a vivere e lavorare con lei. Così come succedeva al collegio, anche qui Edna ha molte problematiche da affrontare e risolvere. Improvvisamente il negozio viene vandalizzato e la responsabile è Kelly, una visitatrice abituale. Un'altra volta un commerciante del quartiere si appropria delle sue ricette. Il problema più grande è però legato a un'ispezione sanitaria. Dopo una multa di 500 dollari, Edna licenzia le ragazze, le quali verranno nuovamente riassunte il giorno seguente, dopo aver promesso che si sarebbero comportate più responsabilmente nello svolgere il loro lavoro. In un altro episodio, le fanno visita Raymond e sua moglie Doris, i cui litigi ormai quotidiani potrebbero inevitabilmente condurre la coppia al divorzio. Ciò spinge la signora Garrett e le ragazze a temere per il futuro della loro attività. Tempo dopo, Edna decide di iscriversi al college. Durante l'anno riceve la visita di Ted Metcalf, un vecchio amore delle superiori arrivato a Peekskill con il figlio Kevin. Dopo una proposta di matrimonio non andata a buon fine, la signora Garrett e Ted partiranno per trascorrere qualche settimana insieme mentre Kevin rimarrà momentaneamente a Peekskill con le ragazze.

### L'Over Our Heads
La casa e il negozio, a due anni dall'apertura, vengono gravemente danneggiati da un incendio. Edna e le quattro ragazze decidono di ricostruire tutto e trasformare Le Delizie di Edna in un negozio di souvenir. I lavori di ristrutturazione devono essere realizzati da un economico carpentiere, George Burnett, ma il ragazzo verrà licenziato poco dopo per non aver soddisfatto le aspettative di Edna. Una volta terminati i lavori, la signora Garrett e le ragazze possono finalmente inaugurare la loro nuova attività, chiamata Over Our Heads, in cui tutte loro hanno contribuito economicamente all'apertura e sono per questo socie alla pari. Anche quest'anno Edna si assenterà nuovamente per assistere sua sorella Beverly Ann Stickle durante il divorzio da suo marito.

### Il matrimonio e la partenza in Africa
Nel 1986, Edna riceve una visita di un suo vecchio amico e collega, Bruce Gaines, conosciuto vent'anni prima quando entrambi lavoravano nel Peace Corps. L'uomo la chiederà in sposa e lei accetterà. La nuova coppia decide di partire per l'Africa per lavorare nuovamente nel Peace Corps per due anni. La signora Garrett chiede a sua sorella Beverly Ann di sostituirla e soprattutto di prendersi cura delle sue ragazze e del negozio. Le sue ultime parole prima di andare via sono rivolte alle quattro giovani donne: "Che Dio benedica tutti i vostri passi". Verrà successivamente contattata da Beverly Ann quando questa proporrà alle ragazze di chiudere il negozio e trasformare il locale nella camera di Andy e Pippa.

### Il ritorno negli USA
Nel film reunion del 2001, la signora Garrett trascorre il giorno del Ringraziamento a Peekskill con le ragazze in un hotel di proprietà di Blair e gestito da suo figlio Raymond, il The Little Inn. In quest'occasione viene rivelato che sia lei che Tootie sono rimaste vedove e che sta frequentando un marinaio.

## Personalità
Edna Garrett è stata un'amica, una guida, una confidente e una figura materna sia per la famiglia Drummond che per le ragazze di Eastland. Amorevole e dalle ottime doti culinarie, è sempre pronta a dare saggi consigli e a sdrammatizzare la situazione con la sua spiccata vena umoristica. Le ragazze sono molto affezionate a lei, tanto che quando Edna ha un'alta pressione sanguigna, la aiutano a non compiere sforzi eccessivi, oppure quando la polizia pianifica un appostamento per arrestare alcuni criminali, le quattro non le dicono nulla per non farla preoccupare. Anche quando Beverly Ann suggerisce di chiudere il negozio, le ragazze insistono affinché la signora Garrett venga informata, dimostrando quanto sia e continuerà a essere importante la donna per loro. Ugualmente, la signora Garrett in un'intervista si dice fortunata a essere loro amica. Non sono però mancati momenti in cui Edna ha perso la pazienza e si è arrabbiata. In un episodio scopre di aver perso la pensione e, stremata dai due lavori che deve svolgere, esorta le ragazze a imparare a prendersi cura di loro stesse e a non chiedere sempre il suo aiuto, visto che anche lei ha dei problemi da affrontare. È curioso segnalare che sia i Drummond che le ragazze del collegio chiamino continuamente la donna "Signora Garrett", cosa che non accade con le due governanti successive e con Beverly Ann. Edna è democratica ed è contro la censura.

## Relazioni
Edna è stata sposata con Robert Garrett. Il matrimonio è naufragato dopo che è tornata a casa e ha scoperto che suo marito aveva venduto tutti i loro mobili per pagare dei debiti di gioco, anche se spesso la donna parla di ulteriori problemi tra lei e il coniuge. Dall'uomo, Edna ha avuto due figli, Raymond e Alex, rispettivamente un ragioniere e un carpentiere. Ha anche una nuora di nome Doris, moglie di Raymond. Più di una volta la signora Garrett è stata vista frequentare un uomo nelle due serie ma nessun corteggiamento, a parte il matrimonio con Bruce Gaines, è mai andato a buon fine.

## Nome
Edna Garrett prende il nome da un'amica della Rae, madre di Rhonda, fidanzata del figlio malato di autismo dell'attrice. Garrett è stato invece scelto dal regista Herbert Kenwith, il quale aveva avuto una domestica con quel cognome. Il nome Edna è stato rivelato nel terzo episodio dello spin-off, quasi un anno dopo la prima apparizione del personaggio, mentre Ann al momento della sua uscita di scena. Al contrario, il suo cognome da nubile non è mai stato rivelato.

## Altre apparizioni
Oltre a Il mio amico Arnold e L'albero delle mele, la signora Garrett è apparsa con i Drummond anche in Hello, Larry nell'episodio 1x10 Il viaggio: Parte 2, il primo dei tre episodi crossover tra le due serie. Nei restanti due, poiché la signora Garrett stava traslocando nello spin-off, la sua assenza viene giustificata dicendo che la donna è via e sta aiutando la scuola di Kimberly. Il personaggio appare anche in The Facts of Life Goes to Paris e in Quattro amiche, nuovi amori.